# Кагызман
Кагызман (тур. Kağızman, арм. Կաղզվան) — город и район в провинции Карс Турции. Его население составляет 13 504 человек (2009). Высота над уровнем моря — 1321 м.

## История

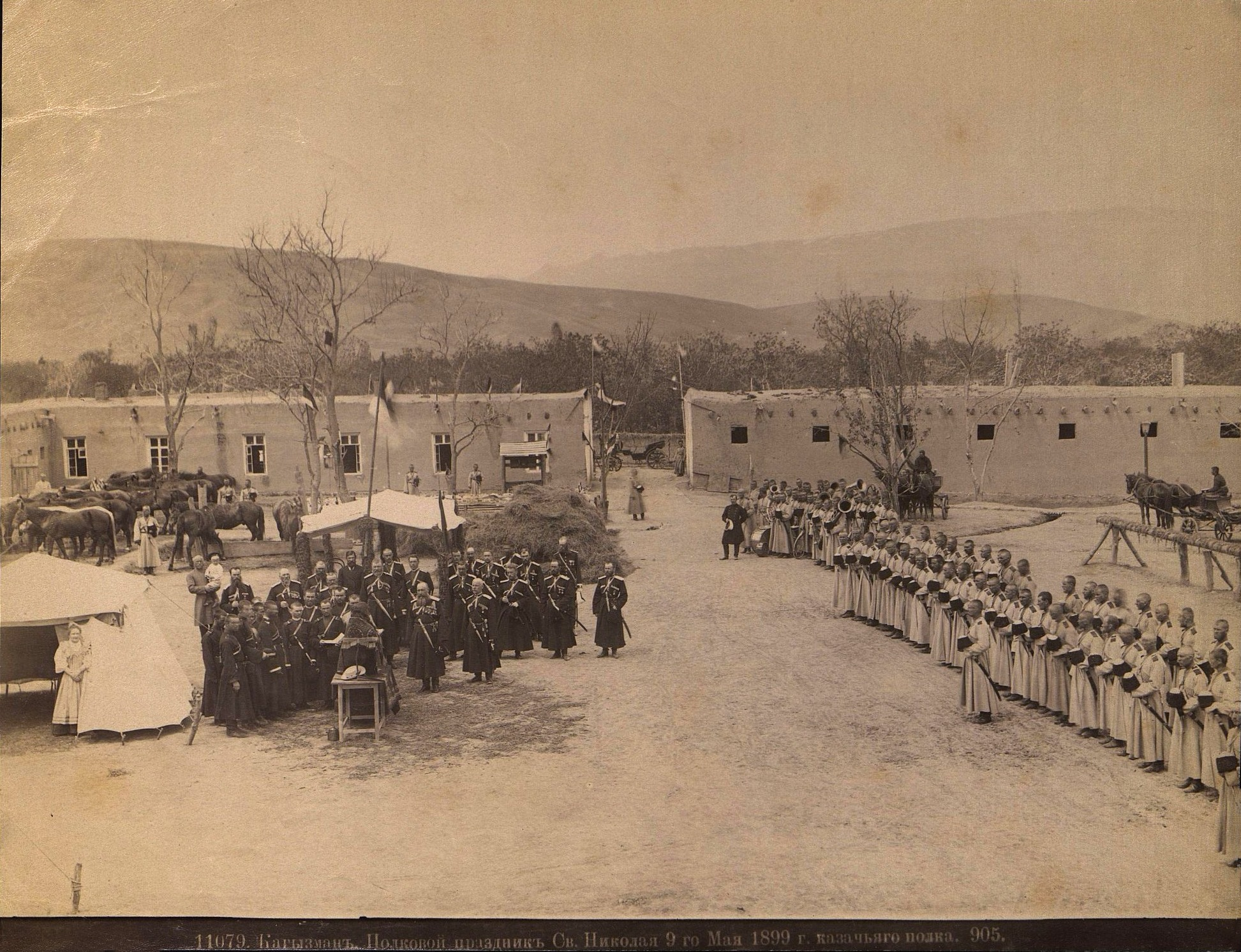
Кагызман. Полковой праздник в русском казачьем полку.
9 мая 1899 г.

В 1878—1917 годах Кагызман был центром Кагызманского округа Карсской области Российской империи. С 1918 по 1920 года входил в состав Республики Армения.
С подписанием Московского договора 16 марта 1921 года, между Турцией и Россией Кагызман перешёл к Турции.

## Население
По результатам первой всеобщей переписи населения Российской империи 1897 года численность население составляла 10 518 чел., из них, чел.:
- Армяне — 3 913 (37,2 %)
- Русские — 2 572 (24,5 %)
- Турки — 2 040 (19,4 %)
- Поляки — 848 (8 %)
- Евреи — 267 (2,5 %)
- Литовцы — 236 (2,2 %)
- Курды — 184 (1,7 %)
- Греки — 96 (0,9 %)
- Немцы — 94 (0,9 %)
- Татары — 72 (0,7 %)
- Персы — 50 (0,5 %)
- Грузины — 46 (0,4 %)
- Эстонцы — 31 (2,9 %)
- Аварцы — 6 (0,06 %)

- Согласно Кавказскому календарю на 1915 г., население к 1914 году составляло 11 145 чел., из них, чел.:
- армяне — 8 546 (76,68 %),
- турки — 2 137 (19,17 %),
- русские — 136 (1,22 %),
- курды — 94 (0,84 %),
- грузины — 3 (0,03 %)
- и др.[3]